# Martinho de Soure
Martinho de Soure ou Martinho Árias, nascido Martinho Manuel de Soure, foi um cónego da Sé de Coimbra e um mártir cristão canonizado pela Igreja Católica.

## Biografia
Martinho foi era filho de Aires Manuel e Árgio e foi ofertado em tenra idade aos cuidados bispo Maurício, que indo morar em sua casa (em Fradelos, freguesia da Branca, concelho de Albergaria-a-Velha) quando passou por Auranca a caminho de Coimbra.
Na tradução de Aires do Nascimento (1998, p. 229) de sua Vita: "Nasceu ele, pois, numa aldeia chamada A-Branca que, como é sabido, dista vinte e seis milhas [francesas] da cidade de Coimbra".

## Martírio
São Martinho é um herói da reconquista cristã e do povoamento de Soure, para onde se mudou, já cônego, com seu irmão Mendo, também eclesiástico do mesmo cabido.
Acredita-se que quando o castelo de Soure foi destruído numa investida muçulmano, Martinho  de restaurar a igreja e de ajudar os moradores, uma missão muito perigosa porque Soure se situava no limite do território cristão e a população era composta de cristãos e de mouros.
Em 1144, o governador de Santarém Abu-Zakaharia ocupou Soure, que destruiu e levou cativa parte da população para Santarém, com exceção de São Martinho, que foi levado para Córdova, onde permaneceu preso, sendo torturado e onde sofreu o martírio.